# Karl Hoffmann (scientifique)
Pour les articles homonymes, voir Karl Hoffmann.
Karl Hoffmann est un médecin et un ornithologue allemand, né à Stettin, le 7 décembre 1823 et mort à Puntarenas, le 11 mai 1859.

## Biographie
Après des études de Médecine à l'Université de Berlin, il participe à partir de 1853 à une récolte  de spécimens d'histoire naturelle au Costa Rica, avec Alexander von Frantzius. Il sert dans l'armée costaricienne en tant que médecin lors de l'invasion de William Walker en 1856.
Il meurt de la typhoïde, en 1859.
Son nom est commémoré dans différents noms d'espèce comme l'Unau d'Hoffmann (Choloepus hoffmanni), le Pic de Hoffmann (Melanerpes hoffmannii) et la Conure de Hoffmann (Pyrrhura hoffmanni).

## Sources
- Traduction de l'article de langue anglaise de Wikipédia (version du 31/08/08).